# Vampires Will Never Hurt You
Vampires Will Never Hurt You (2002) är den andra singeln från My Chemical Romances första album, I Brought You My Bullets, You Brought Me Your Love.